# Labrador Park
Labrador Park – stacja podziemna Mass Rapid Transit (MRT) na Circle Line w Singapurze.